# 金山街道 (徐州市)
金山街道，是中华人民共和国江苏省徐州市泉山区下辖的一个乡镇级行政单位。

## 行政区划
金山街道下辖以下地区：
金山社区、茶棚社区、大山头社区和屯里社区。